# Аллерсгаузен
Аллерсгаузен (нім. Allershausen) — громада в Німеччині, розташована в землі Баварія. Підпорядковується адміністративному округу Верхня Баварія. Входить до складу району Фрайзінг. Центр об'єднання громад Аллерсгаузен.
Площа — 26,56 км2. Населення становить 5976 ос. (станом на 31 грудня 2020).

## Галерея

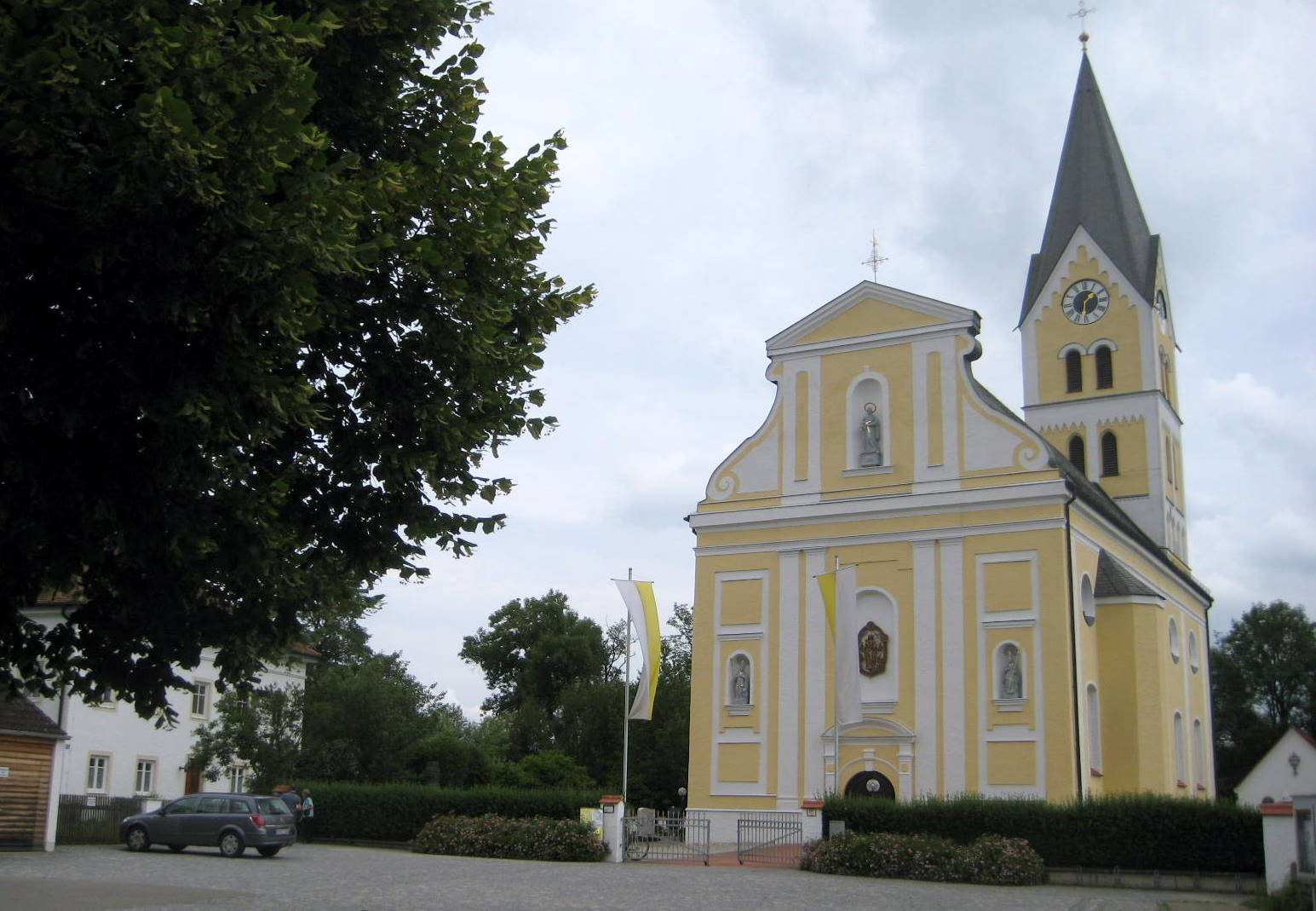
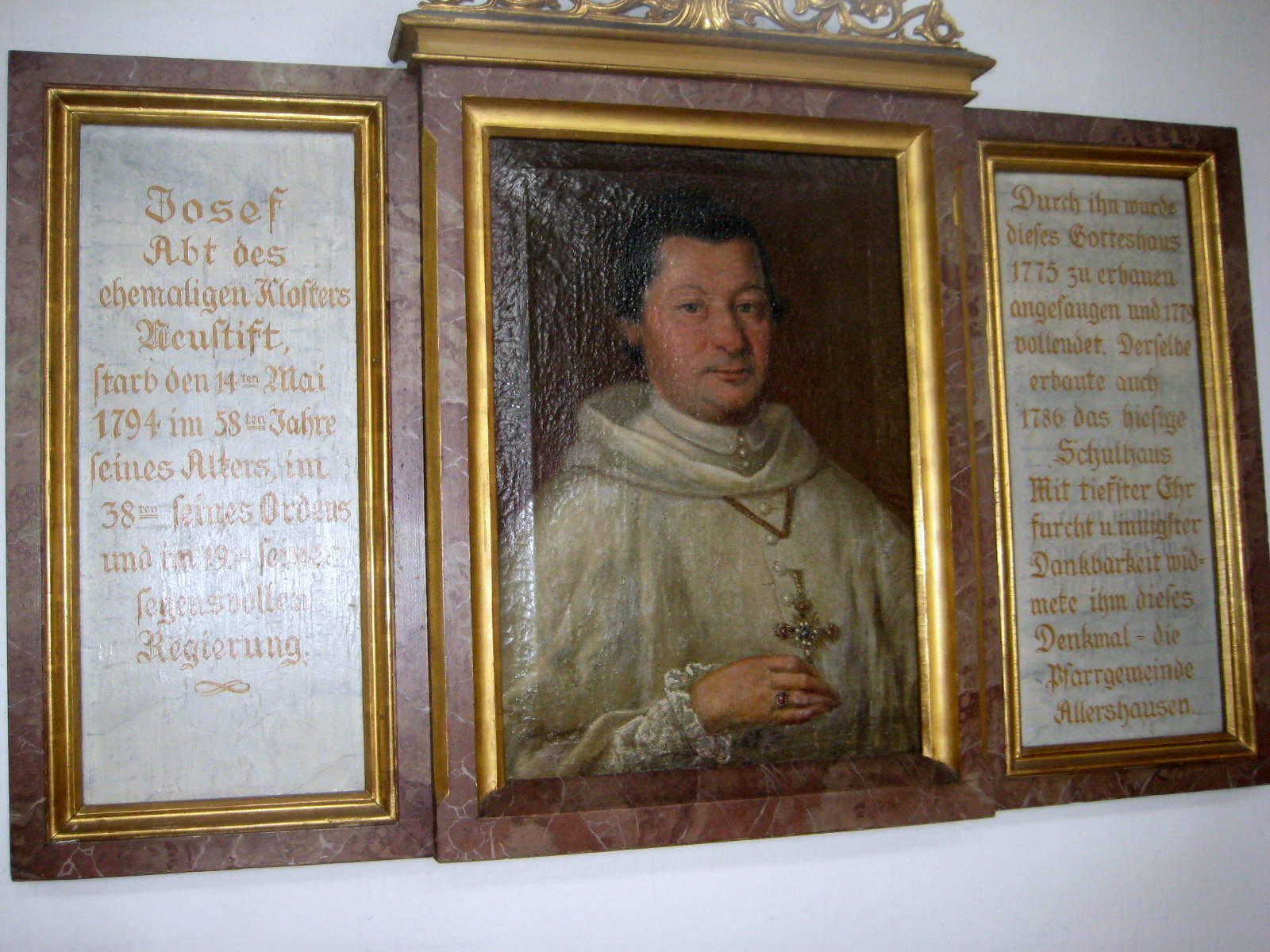